# Willi Vogl
Willi Vogl (* 3. Dezember 1961 in Reichertshofen) ist ein deutscher Komponist, Lehrer und Hochschullehrer.

## Leben
Vogl wurde 1961 in Reichertshofen geboren und wuchs in Karlskron auf. Von 1983 bis 1989 studierte er Komposition bei Alfred Koerppen und Klarinette bei Hans Deinzer an der Hochschule für Musik und Theater Hannover. Im Anschluss studierte er zwei Jahre Komposition bei Heinz Winbeck an der Hochschule für Musik Würzburg.
Von 1992 bis 2008 arbeitete er als Lehrer für Komposition, Musiktheorie, Gehörbildung, Klarinette und Kammermusik an der Latina August Hermann Francke. Darüber hinaus erhielt er Lehraufträge an der Evangelischen Hochschule für Kirchenmusik Halle und am Musikpädagogischen Institut der Martin-Luther-Universität Halle-Wittenberg.
2004 war er Composer in Residence bei der Internationalen Merz Gesellschaft.
Seit 2008 ist Vogl als freischaffender Komponist tätig. Weitere Arbeitsschwerpunkte sind die Konzeption und Leitung musikalisch-literarischer Projekte und Kompositionswettbewerbe sowie Dozententätigkeiten bei Kompositions- und Kammermusikkurse im In- und Ausland. Bisher komponierte er mehr als 70 Werke, die u. a. von der Staatskapelle Halle, den Nürnberger Symphonikern, dem Georgischen Kammerorchester Ingolstadt, dem Ensemble Sortisatio und dem Sächsischen Vocalensemble aufgeführt wurden.

## Auszeichnungen
- Förderung durch das Forum junger deutscher Komponisten (1988)
- Stipendium bei den Internationalen Ferienkurse für Neue Musik in Darmstadt (1988)
- Nachwuchsstipendium des Niedersächsischen Ministeriums für Wissenschaft und Kultur (1991)
- Projektförderung durch die Stiftung Niedersächsischer Volksbanken und Raiffeisenbanken (1991)
- Projektförderung durch den Kulturfonds Bayern (1993)
- Stipendium der Internationalen MERZ Gesellschaft
- Stipendium des Landes Sachsen-Anhalt (1994)
- Erster Preis beim Kompositionswettbewerb des Nordbayerischen Musikbundes für Madeira (2008)
- Zweiter Preis beim Kompositionswettbewerb der BDB-Bläserjugend (2010)

## Werke (Auswahl)
Ballettmusik
- Der Kessel der Weisheit (1988/1989)

Konzerte und Orchestermusik
- Schubert-Landschaft, Konzert für Klarinette und Orchester (1998)
- In dieser Zeit, Intrada für Orchester (2007)
- Clarus Clarissimae (2009)
- Mahlers Dämonen für Orchester (2010)
- mp3-Player – Visualized Symphony for Moving Picture Experts Group, Audio Layer III (2012)

Sinfonische Blasmusik
- Madeira, Ouvertüre (2008)
- heim.at.raum (2009)
- Reflexion eines Tautropfens (2008)
- Gelobtes Land (2009)

Vokalsinfonik
- Farbspiegel, Zyklus für Sopran und Orchester nach Gedichten von Georg Trakl (1987)
- Psalmkantate nach Texten von Martin Luther (1986)
- Sine Pietate AHF, Choralkantate nach einem Text von Johann Matthesius (1998)
- Ich bin der Weinstock – Kantate für Soloquartett, Chor und Orchester (2011)
- Damit wir klug werden – Kantate für Sopran solo, 3-stimmigen Frauenchor und Orchester (2014)
- Gott.Fried – Oratorium nach Texten von Martin Luther und Willi Vogl (2015)

Chor
- Scheene neie Musik – Ein Zwiefacher für gemischten Chor a cappella (2003)
- Oh Danny Boy – Fantasie für gemischten Chor, Soli und Flöte (2006)
- Psalm 47 für 3-stimmigen Mädchen- oder Frauenchor und Orgel (2009)
- Walzer mit Nietzsche für Chor SATB und Klavier (2010)
- Engel für 4-6stimmigen Chor a cappella und Mezzosopran solo nach Texten von William Shakespeare, Dante Alighieri und Arthur Rimbaud (2011)
- Wir machen und sind – Poetischer Kommentar zum Psalm 23 – für 3-stimmigen Mädchen- oder Frauenchor und Orgel (2013)
- Move your Feeling! für 1-2stimmigen Oberstimmenchor und Klavier (2013)

Vokale Kammermusik
- Vier Kabarettlieder für Gesang und Klavier nach Texten von Friedhelm Kändler (1990/1991)
- Neue Seele, Drei Lieder für Sopran und Klavier nach Texten von Andrea Kießling (2011)

Kammermusik für 1 Instrument
- Judicium Paridis für Oboe solo (1980/Rev.1990)
- Palindrom für Klavier solo (1993) Repetition-Zentrum-Zyklus
- Zehndrum für Klavier solo (1996)
- Finaler Apfel für Klarinette solo (2003)
- Gesang der Grasmücke für Klarinette solo (2009)
- Metamorphose zur Nacht für Klarinette solo (2009)
- Tango consolationis (Tango des Trostes) für Orgel solo (2012)
- Dohoam – Hymnen im Moos für Orgel solo (2016)
- Jodler – 3 Grußformeln für Bassettklarinette solo / Bassetthorn solo / Bassklarinette solo (2017)

Kammermusik für 2 Instrumente
- Zellteilung für 2 Klarinetten (1986/1987) Musik mit Bewegungs-, Positions- und Farbanalogien
- Vokalise für Klarinette und Klavier (1994)
- Parallelen für Klarinette und Klavier (1996)
- Arbor – Der Gesang der Bäume, für Klarinette und Klavier (1999)
- Irrlicht.weiß-blau für Violine und Klavier (2006)
- Oktoberfest für Klarinette und Tuba (2007)
- Dunkle Gestalten für Bassklarinette in B und Basstuba in F (2007)

Kammermusik für 3 Instrumente
- -Drio- für Vl, Vc, Klav (1992/1993)
- Fünf Türme in zwei Zeiten für Traversflöte, Barockcello und Cembalo (1998)
- Nebel fliehn für 3 Bassetthörner (2011)

Kammermusik für 4 Instrumente
- Lichtbrechung, Quartett für Vl, Kl, Vc, Klav (1989)
- Lebendige Forellensauce überlaut; Veilchen Rumann ins Kastens Kurhaus Luisenhof! Quartett für Fl, Kl, Schlagw, Klav (1991)
- Streichquartett I (1991)
- Grüne Inseln, Quartett für Oboe, Fagott, Viola und Gitarre (2000)
- Alpenmechanik für 3 Violoncelli und Kontrabass (2009)
- Sonnen glühn für 1 Klarinette und 3 Bassetthörner (2011)
- Party für 4 Klarinetten, Bodypercussion und Sprechsilben (2013)

Kammermusik für 5 und mehr Instrumente
- Geburtstag (1996) Gesang für 5 Klarinetten (Es, 3B, Baß) und Röhrenglocke
- Musik für Bläserquintett (1996) (Fl, Ob, Klar, Hr, Fg)
- Intarsien zwischen fünf Türmen (2001) (Fl, Ob, Fg, Vl, Vla, Vc)
- Hall.markt 2006 - 5 Fanfaren für 3 Trompeten, 3 Posaunen, Tuba und Schlagwerk
- Ars@Domus.Dei – Musik für Orgel und Blechbläsersextett (2009)
- Alles Walzer (2010) – Miniatur für Fl, Kl, Fg, Schlagw, Vl, Va, Vc

## Schriften
- Tradition und Transformation. Historische Fundstücke in der Musik Olivier Messiaens. In: Franziska Seils (Hrsg.): Das Licht des Himmels und der Brunnen der Geschichte. Festschrift Volker Bräutigam zum 65. Geburtstag am 23. Mai 2004. Ortus-Musikverlag, Beeskow 2004, ISBN 3-937788-00-X, S. 81–115.